# Ludmilla-Élisabeth de Schwarzbourg-Rudolstadt
Ludmilla-Élisabeth de Schwarzbourg-Rudolstadt (également Ludomilla ou Ludämilie; 7 avril 1640 – 12 mars 1672 à Rudolstadt) est une noble allemande et une poète compositrice d'hymnes.

## Biographie
Ludmilla-Élisabeth est la fille du comte Louis-Gonthier Ier de Schwarzbourg-Rudolstadt et son épouse la comtesse Émilie d'Oldenbourg-Delmenhorst. Son père est mort en 1646, et elle grandit dans une éducation strictement protestante.
Ludmilla a des talents pour les arts et les sciences. Elle vit avec sa mère au château de Friedensburg. Sa belle-sœur Émilie-Julienne lui inspire d'écrire des hymnes. Elle est aussi influencée par Ahasverus Fritsch, qui plus tard devient le chancelier de son frère Albert Antoine.
Après la mort de sa mère, en 1670, Ludmilla et ses trois sœurs s'installent avec leur frère à Rudolstadt. En 1671, elle est fiancée avec Christian-Guillaume de Schwarzbourg-Sondershausen. Cependant, avant qu'elle puisse se marier, Lumilla et deux de ses sœurs meurent au cours d'une épidémie de rougeole en 1672.
Ses hymnes sont publiés à Rudolstadt en 1687, sous le titre Die Stimme der Freundin, d. i. Geistliche Lieder, welche aus brünstiger und biß ans Ende beharrter Jesusliebe verfertigt und gebraucht Weiland die Hochgebohrne Gräfin und Fräulein Ludämilia Elisabeth, Gräfin und Fräulein zu Schwartzburg und Hohensteins Christseligen Andenckens ("La voix d'un ami, c'est-à-dire, par des cantiques spirituels dans la mémoire de l'Honorable Ludämilia Elizabeth, Comtesse de Schwarzburg et de la Baronne de Hohenstein, qui avec ferveur et persévérance aimé Jésus, son Sauveur").